# SV Groningen
SV Groningen is een Surinaamse voetbalclub. De club is afkomstig uit het dorp Groningen in het district Saramacca en speelt de thuiswedstrijden in het SSB Stadion.
De club komt uit in de Tweede Divisie van de Surinaamse Voetbal Bond (stand 2019).